# Jetix
Jetix （在歐洲、拉丁美洲及北美前稱FOX Kids），是一個已不存在的全球性兒童電視節目製作公司，由Jetix歐洲、 Jetix拉丁美洲和ABC有線網絡集團（华特迪士尼公司）所擁有。Jetix的品牌經常被用於兒童節目專區和頻道，包括與動作及冒險相關的實境動畫和動畫節目，其中大部分的節目在之前曾經在Fox Kids以及一些原創節目頻道中播出。
華特迪士尼公司在2009年開始退出Jetix品牌的運作，並以迪士尼XD取代之。

## 著名節目
- 魔法小武士
- 怪獸快打

## 外部連結
- jetix.net at archive.org, July 20, 2004
- jetixkidscup.com at archive.org
- Jetix Europe（页面存档备份，存于）
- Jetix Magazine UK content（页面存档备份，存于）